# Nadjib Mengoud
Nadjib Mengoud Montes (25 de mayo de 1996 en Barcelona, España), más conocido como Nadjib,  es un futbolista español de origen argelino que juega en el Unión Deportiva Lanzarote del Grupo XII de la Tercera Federación.

## Trayectoria deportiva
Comenzó su carrera futbolística en las categorías inferiores del CD Tenerife. El 23 de agosto de 2015 realizó su debut en la Segunda División en la derrota por 6 a 3 contra CD Numancia, ingresando en reemplazo de Suso Santana.
El 27 de julio de 2018, Nadjib fue cedido al CF Badalona de tercera división, pero el club rescindió el contrato de cesión el 6 de septiembre.

## Clubes
| Club                               | País   | Temporada     | Partidos | Goles |
| ---------------------------------- | ------ | ------------- | -------- | ----- |
| CD Tenerife "B"                    | España | 2014–2020     | 58       | 4     |
| CD Tenerife                        | España | 2015–2020     | 3        | 0     |
| Real Murcia (préstamo)             | España | 2017          | 3        | 0     |
| Club de Fútbol Badalona (préstamo) | España | 2018          | 0        | 0     |
| Club Deportivo Marino              | España | 2020-2021     | 16       | 1     |
| San Bartolomé Club de Fútbol       | España | 2022-2024     | 23       | 5     |
| Unión Deportiva Lanzarote          | España | 2024-presente | 5        | 1     |